# Villanova Monferrato
Villanova Monferrato là một đô thị ở tỉnh Alessandria trong vùng Piedmont của Italia, có vị trí cách khoảng 60 km về phía đông của Torino và khoảng 30 km về phía tây bắc của Alessandria. Tại thời điểm ngày 31 tháng 12 năm 2004, đô thị này có dân số 1.769 người và diện tích là 16,6 km².
Villanova Monferrato giáp các đô thị: Balzola, Caresana, Casale Monferrato, Motta de' Conti, Rive, và Stroppiana.